# Kurzgesagt
Kurzgesagt (/ˌkʊərtsɡəˈzɑːkt/) es un estudio de animación alemán fundado por Philipp Dettmer. El objetivo del canal de YouTube se concentra en  contenido minimalista educacional animado, usando el estilo de diseño plano. 
Ha discutido sobre temas científicos, tecnológicos, políticos, filosóficos y psicológicos. Narrado por Steve Taylor, los vídeos en el canal típicamente son de entre cuatro y dieciséis minutos de duración, cada uno disponible en alemán en el canal Dinge Erklärt – Kurzgesagt. Si bien el canal en inglés se mantiene bajo un sistema de financiamiento basado en los aportes de sus suscriptores y ventas de mercancías, el canal alemán se respalda financieramente bajo el alero de Funk, un servicio online subsidiario de la ARD y de la ZDF, los servicios de radiodifusión pública alemana. 
Con más de diez millones de suscriptores, en 2023 era el canal número 219 con más subscriptores del mundo.

## Historia

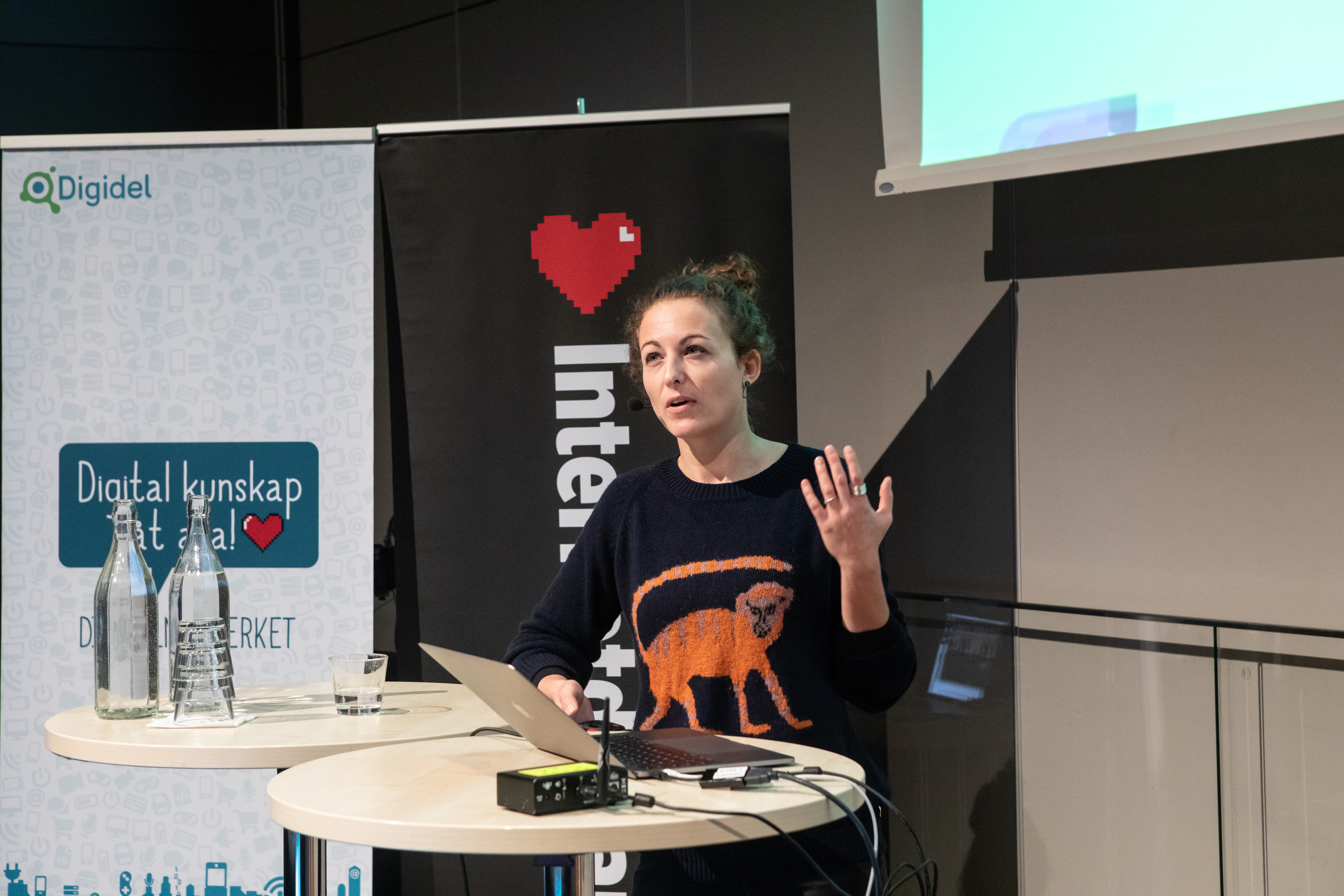
Patrizia Mosca, exjefe operacional en Kurzgesagt, habla en los Días de Internet en Estocolmo, 2018.

El canal de Kurzgesagt de YouTube fue creado el 9 de julio de 2013, poco después de que su fundador, Philipp Dettmer, se graduara en la Universidad de Múnich de Ciencias Aplicadas.
El primer vídeo, que explicaba la evolución, fue publicado dos días más tarde. Los vídeos fueron más populares de lo esperado, y en seis años el canal se convirtió de un proyecto trabajado en el tiempo libre de Dettmer a un estudio de diseño con más de veinticinco empleados.
En 2015, a Kurzgesagt se le comisionó un video sobre el fin de enfermedad para la Fundación Bill y Melinda Gates. Más adelante trabajó con la fundación en varias otras comisiones, incluyendo vídeos de mortalidad materna.

## Nombre
El nombre deriva del alemán kurz gesagt (AFI: /ˈkʊɐ̯ts gəˈzaːkt/), que se traduce literalmente como "dicho cortamente". También puede ser traducido como "dicho en pocas palabras", o "in a nutshell" (en pocas palabras), esta última siendo usada como un subtítulo en inglés para el nombre del canal.